# Éric Warnauts
Éric Warnauts es un autor de bande dessinée, también conocido por el seudónimo Warn's. Nació el 11 de abril de 1960 en Colonia, Alemania y tiene dos hermanos, Marc-Renier y Roland también autores de cómics.
Eric, estudio en la Escuela Superior de Artes de Saint-Luc en Lieja y desarrollo su trabajo como autor de cómics europeo en funciones de dibujo, diseño y guion. En 1985, conoce Guy Raives (Guy Servais), ambos crean Paris perdu, Eric Warnauts escribe el guion, Raives añade los colores y ambos dibujan el cómic a cuatro manos. La colaboración entre ambos autores ha continuado desde entonces hasta la actualidad con numerosas obras producidas conjuntamente siguiendo el mismo estilo de trabajo.
En la actualidad, Eric compagina sus publicaciones con clases de bande dessinée la escuela superior de artes de Lieja.

### Álbumes individuales
| Año  | Álbum                                                | Autores                                |
| ---- | ---------------------------------------------------- | -------------------------------------- |
| 1984 | Take the moon                                        | Warn's                                 |
| 1985 | Passion vinyle                                       | Warn's                                 |
| 1986 | Moonlight serenades                                  | Éric Warnauts y Raives                 |
| 1987 | Les Enquêtes de Pat Archer                           |                                        |
| 1988 | Congo 40, publicado en España por Norma Editorial    | Éric Warnauts y Raives                 |
| 1991 | La inocente, publicado en España por Norma Editorial | Éric Warnauts y Raives                 |
| 1992 | Équatoriales                                         | Éric Warnauts y Raives                 |
| 1995 | L'Envers des rêves                                   | Éric Warnauts y Raives                 |
| 1996 | Ombres et désirs                                     | Marc-Renier y Eric Warnauts            |
| 1996 | Lettres d'outremer                                   | Éric Warnauts y Raives                 |
| 1998 | La Contorsionniste                                   | Éric Warnauts y Raives                 |
| 1999 | Kin' la belle                                        | Éric Warnauts , Raives y Michel Vandam |
| 2004 | Jean-polpol                                          | Éric Warnauts y Jean-Luc Cornette      |
| 2004 | Chemins d'exil                                       | Éric Warnauts y Philippe Lenoir        |
| 2007 | Fleurs d'ébène                                       | Éric Warnauts y Raives                 |

### Series de Warnauts y Raives
| Serie                   | Año                                     | Álbum |
| ----------------------- | --------------------------------------- | --- |
| Paris Perdu             | 1985 1986                               | - Marie-Lou - Paul |
| Lou Cale The Famous     | 1987 1988 1990 1991 1992                | - La Poupée brisée - Le Cadavre scalpé - Les Perles de Siam - Étrange fruit - Le Centaure tatoué                                                                  |
| Les suites vénitiennes  | 1996 1997 1998 1999 2000 2004 2005 2006 | - Esquisses' - Rouge Venise - Exil - La Nuit de Gorée - Le Centaure tatoué - Le Griot blanc - L'Île sous le vent - Crépuscule sur la lagune - Clara - Sérénissime |
| L'Orfèvre               | 2000 2001 2002 2003 2004                | - La Mort comme un piment - La Maison sur la plage - K.O. sur ordonnance - Le Sourire de Bouddha - Les Larmes de la courtisane                                    |
| Un diamant sous la lune | 2002 2003                               | - Taille blanche - Pierre noire |
| Les Temps Nouveaux      | 2011 2011                               | - Le retour - Entre chien et loup |